# ContiGroup Companies
ContiGroup Companies, Inc (CGC) es una multinacional con oficinas e instalaciones en 10 países y más de 13.500 empleados en todo el mundo, siendo en la actualidad, una de las mayores empresas privadas de Estados Unidos.
Fue fundada por Simon Fribourg en Arlon (Bélgica) en 1813, como empresa de comercio de grano. ContiGroup Companies anteriormente era conocida como Continental Grain.

## Empresas de ContiGroup
- Wayne Farms
- ContiAsia
- ContiLatin
- Premium Standard Farms
- Five Rivers Ranch
- ContiInvestments